# Ioannis Protos
Ioannis Protos es un deportista griego que compitió en atletismo adaptado. Ganó una medalla de bronce en los Juegos Paralímpicos de Pekín 2008 en la prueba de 400 m (clase T13).

## Palmarés internacional
| Juegos Paralímpicos | Juegos Paralímpicos | Juegos Paralímpicos | Juegos Paralímpicos |
| Año                 | Lugar               | Medalla             | Prueba              |
| ------------------- | ------------------- | ------------------- | ------------------- |
| 2008                | Pekín (China)       | Medalla de bronce   | 400 m T13           |